# کلوک‌وان (آلاسکا)
کلوک‌وان (به انگلیسی: Klukwan) شهری در ناحیه سرشماری هوناه-آنگون، آلاسکا ایالت آلاسکا است که جمعیت آن در سرشماری سال ۲۰۰۰ میلادی ۱۳۹ نفر بوده‌است.